# فورد آی‌کان
فورد آی‌کان (Ford Ikon) خودرویی است که در سال‌های ۱۹۹۹ تا ۲۰۱۵ در هند، آفریقای جنوبی، مکزیک و چین تولید شده‌است. طراحی آن خودروهای موتور جلو-محور جلو بوده و سیستم جعبه‌دندهٔ آن ۴ دنده به صورت دستی است.